# Ropniak opłucnej
Ropniak opłucnej (łac. empyema pleurae) – choroba stanowiąca powikłanie wysięku opłucnowego. Jest on rzadkim, ale groźnym powikłaniem zapalenia płuc.

## Przyczyny
Przyczyną ropniaka opłucnej może być powikłany płyn parapneumoniczny (czyli wysięk, który występuje w bakteryjnym zapaleniu płuc, przy którym obecne są cechy zakażenia, ale nie jest on ropą), a także jest możliwe, by stanowił on powikłanie urazu klatki piersiowej, zabiegów chirurgicznych w jej obrębie, infekcji zlokalizowanych pierwotnie poniżej przepony, nakłucia jamy opłucnej oraz perforacji przełyku

## Obraz kliniczny
Główne objawy ropniaka opłucnej to gorączka, duszność, kaszel i zwiększenie częstości oddechów, rzadziej inne, jak utrata masy ciała, ból w klatce piersiowej i utrata łaknienia. W ciężkich przypadkach mogą występować objawy niewydolności oddechowej lub sepsy. Odkrztuszanie dużej ilości ropnej wydzieliny przez chorego może świadczyć o powstaniu przetoki oskrzelowo-opłucnowej, a stan zapalny ściany klatki piersiowej o przebiciu ropniaka.

## Metody diagnozowania
Badanie fizykalne wykazuje w obszarze przylegania płuca lub klatki piersiowej w miejscu płynu oraz osłabienie lub zniesienie szmeru oddechowego. Badanie radiologiczne uwidacznia zacienienie charakterystyczne dla płynu. Punkcja wykazuje ropny charakter wysięku. Stosuje się również do badania bakteriologiczne i cytologiczne.

## Leczenie
W początkowym stadium ściana ropniaka jest cienka, co umożliwia łatwe odessanie ropy. W ropniaku przewlekłym (grubościennym) warunkiem wyleczenia jest zlikwidowanie jamy poprzez usunięcie grubej ściany ropniaka. Ropniak powinien być leczony wcześnie i intensywnie antybiotykami i punkcjami, a jeśli ropa jest gęsta i trudna do usunięcia igłą, należy ją usuwać drenażem zamkniętym lub ssącym. W ropniaku przewlekłym pozostaje już tylko postępowanie operacyjne.

## Klasyfikacja ICD10
| kod ICD10     | nazwa choroby                 |
| ------------- | ----------------------------- |
| ICD-10: J86   | Ropniak opłucnej              |
| ICD-10: J86.0 | Ropniak opłucnej z przetoką   |
| ICD-10: J86.9 | Ropniak opłucnej bez przetoki |